# John Taihuttu
John Taihuttu (Venlo, 8 november 1954 – Venlo, 18 januari 2016) was een Nederlandse profvoetballer van Molukse afkomst, die voor VVV en Fortuna Sittard heeft gespeeld.

## Biografie
Johnny Taihuttu werd geboren op 8 november 1954 als zoon van Anton en Truus Taihuttu.
Taihuttu speelde voor diverse amateurclubs in de regio Venlo en maakte pas op 26-jarige leeftijd de overstap naar het betaalde voetbal. Als nummer twee op de topscorerslijst van de Eerste klasse F werd hij in 1981 door FC VVV overgenomen van Tiglieja. Daar maakte hij op 15 augustus 1981 zijn profdebuut in een met 4-2 gewonnen thuiswedstrijd tegen Excelsior. In zijn eerste seizoen bij de Venlose eerstedivisionist groeide de Molukse aanvaller uit tot een revelatie met 16 doelpunten in 33 competitiewedstrijden. Daarmee werd hij clubtopscorer. Het daaropvolgende seizoen was hij minder trefzeker, maar opnieuw van waarde. Op 5 maart 1983 scoorde hij beide doelpunten in de uitwedstrijd bij SC Cambuur (0-2), waardoor VVV de periodetitel veroverde.
Taihuttu gold als een weliswaar technisch beperkte voetballer, maar wel razendsnel en wendbaar met een flitsende demarrage. Als hij met wapperende haardos weer eens naar voren stoof, riep dat beelden op van westernfilms met indianen, hetgeen radioverslaggever Theo Koomen eens enthousiast deed uitroepen: "Ha, ha, daar gaat-ie weer, die Taihuttu, het lijkt wel Winnetou. De Winnetou van VVV..." Deze typering leidde ertoe dat daarna acties van Taihuttu vanaf de tribunes van Stadion De Koel met een langgerekt 'oe-oe-oe-oe-oe' (een nabootsing van indianengehuil) werden begeleid.
Na een conflict met trainer Sef Vergoossen werd de grillige aanvaller in 1985 voor een half jaar uitgeleend aan eredivisionist Fortuna Sittard. Met ingang van het seizoen 1985-86 keerde hij weer terug naar VVV dat inmiddels ook naar de eredivisie was gepromoveerd. Daar speelde hij nog een seizoen. In 1986 sloot hij zijn profloopbaan af. Na zijn spelerscarrière werd Taihuttu trainer van een aantal amateurclubs, waaronder Helden, Tiglieja, VOS en SV Blerick. Daarnaast was hij jeugdtrainer bij Fortuna Sittard.

## Profstatistieken
| Seizoen         | Club            | Competitie      | Competitie | Competitie | Beker | Beker | Overige | Overige | Totaal | Totaal |
| Seizoen         | Club            | Competitie      | Wed.       | Dlp.       | Wed.  | Dlp.  | Wed.    | Dlp.    | Wed.   | Dlp.   |
| --------------- | --------------- | --------------- | ---------- | ---------- | ----- | ----- | ------- | ------- | ------ | ------ |
| 1981/82         | FC VVV          | Eerste divisie  | 33         | 16         | 2     | 1     | 6       | 2       | 41     | 19     |
| 1982/83         | FC VVV          | Eerste divisie  | 27         | 6          | 3     | 2     | 6       | 1       | 34     | 11     |
| 1983/84         | FC VVV          | Eerste divisie  | 27         | 9          | 1     | 0     | 6       | 2       | 34     | 11     |
| 1984/85         | FC VVV          | Eerste divisie  | 13         | 4          | 0     | 0     | —       | —       | 13     | 4      |
| 1984/85         | Fortuna Sittard | Eredivisie      | 6          | 0          | 1     | 0     | 0       | 0       | 7      | 0      |
| 1985/86         | FC VVV          | Eredivisie      | 16         | 1          | 1     | 0     | —       | —       | 17     | 1      |
| Carrière totaal | Carrière totaal | Carrière totaal | 122        | 36         | 8     | 3     | 18      | 5       | 148    | 44     |

## Ziekte en overlijden
In januari 2015 werd bekend dat Taihuttu aan kanker leed en ongeneeslijk ziek was. Op 18 januari 2016 overleed hij op 61-jarige leeftijd aan deze ziekte.

## Familie Taihuttu
John Taihuttu had diverse familieleden met enige bekendheid op het gebied van sport en cultuur. Hij is de oudere broer van muzikanten Gino en Leon Taihuttu (o.a. Gin on the Rocks) en profvoetballer Jerry Taihuttu en oom van film- en muziekmaker Jim Taihuttu en rapper Jiri11. Zijn zoon Gino was eveneens profvoetballer bij Fortuna Sittard. Zijn andere zoon Didi is een bekende ondernemer en promotor van bitcoin (en andere soorten van cryptogeld) die met zijn gezin bekend werd als 'de Bitcoinfamilie'.